# Winona (Kansas)
Winona es una ciudad ubicada en el condado de Logan en el estado estadounidense de Kansas. En el año 2010 tenía una población de 240 habitantes y una densidad poblacional de 248,57 personas por km².  Entre 2022 y 2023, la población de Winona, Kansas, disminuyó de 187 a 183 habitantes.

## Geografía
Winona se encuentra ubicada en las coordenadas 39°03′42″N 101°14′42″O / 39.06167, -101.24500.

## Economía
Los sectores más importantes son Agricultura, Silvicultura, Pesca y Caza, Transporte y Almacenamiento  y Otros Servicios, Excepto Administración Pública. Los sectores con salarios más altos son Salud y Asistencia Social, Agricultura, Silvicultura, Pesca y Caza, y Minería.

## Demografía
Según la Oficina del Censo en 2010 los ingresos medios por hogar en la localidad eran de $38,750 y los ingresos medios por familia eran $51,389. Los hombres tenían unos ingresos medios de $24,821 frente a los $12,500 para las mujeres. La renta per cápita para la localidad era de $25,045. Alrededor del 16.7% de la población estaban por debajo del umbral de pobreza.